# Žnidar
Žnidar  je priimek več znanih Slovencev:
- Andra Žnidar, knjižničarka
- Andrej Žnidar, letalski inženir in izdelovalec letalskih modelov
- Artur Žnidar (1916--?), teniški igralec
- Emil Žnidar (1914--?), alpski smučar
- Ljubo Žnidar (*1960), gradbenik, politik
- Marjan Žnidar (*1935), krojač, slikar, šahist
- Vincenc Žnidar (1914--?), didaktik in metodik slov. jezika